# Rinzaffo
Il rinzaffo  è uno strato di intonaco costituito da malta piuttosto liquida con sabbia molto grossa. Ha lo scopo di rendere più ruvida la superficie di fondo, di migliorare l'adesione dello strato di intonaco da realizzare successivamente e di livellare le irregolarità della muratura.
Viene realizzato mediante lancio di malta con una consistenza abbastanza fluida. Il rinzaffo realizzato a mano viene anche detto "strollatura"o “sbruffata”